# Ochlodes crataeis
Ochlodes crataeis is een vlinder uit de familie van de dikkopjes (Hesperiidae). De wetenschappelijke naam van de soort is voor het eerst geldig gepubliceerd in 1894 door John Henry Leech.